# Volta a Portugal de 2013
A 75ª edição da Volta a Portugal em Bicicleta foi disputada entre 7 e 18 de Agosto de 2013.
A edição de 2013 da Volta a Portugal partiu de Lisboa, que foi palco do prólogo a 7 de Agosto.
O galego Alejandro Marque da (OFM-Quinta da Lixa-Goldentimes) venceu a prova sendo secundado pelo seu colega de equipa Gustavo Veloso. Rui Sousa da Efapel-Glassdrive, apontado como um dos principais candidatos à vitória, terminou no último lugar do pódio pelo 3º ano consecutivo.

## Equipas
| Equipa                          | Sigla |
| ------------------------------- | ----- |
| LA Alumínios-Antarte            | LAR   |
| Efapel-Glassdrive               | EFG   |
| Rádio Popular-Onda              | BOA   |
| Louletano-Dunas Douradas        | LDD   |
| Carmim-Prio                     | PRT   |
| OFM-Quinta da Lixa-Golden Times | OFM   |
| Caja Rural-Seguros RGA          | CJR   |
| MTN Qhubeka                     | MTN   |
| UnitedHealthcare                | UHC   |
| Sojasun                         | SOJ   |
| IAM Cycling                     | IAM   |
| Rusvelo                         | RVL   |
| Bretagne–Seche Environnement    | BCE   |
| Leopard–Trek                    | LET   |
| Ceramica Flaminia – Fondriest   | CEF   |
| Astana Continental Team         | AS2   |
| Cycling Team De Rijke-Shanks    | RIJ   |

## Etapas
| Etapa           | Data         | Percurso                               | Distância                              | Tipo                                   | Vencededor                             |
| --------------- | ------------ | -------------------------------------- | -------------------------------------- | -------------------------------------- | -------------------------------------- |
| Prólogo         | 07 de agosto | Lisboa-Lisboa                          | 5 km                                   | CR Equipas                             | Cycling Team De Rijke-Shanks           |
| 1               | 08 de agosto | Bombarral-Aveiro                       | 203,3 km                               | Etapa Plana                            | Alexander Serov (RVL)                  |
| 2               | 09 de agosto | Oliveira de Azeméis-Viana do Castelo   | 186,8 km                               | Etapa Plana                            | Rui Sousa (EFG)                        |
| 3               | 10 de agosto | Trofa-Fafe                             | 165,8 km                               | Etapa Plana                            | Délio Fernández (OFM)                  |
| 4               | 11 de agosto | Arouca-Mondim de Basto                 | 181,4 km                               | Alta Montanha                          | Sergio Pardilla (MTN)                  |
| 5               | 12 de agosto | Lousada-Oliveira do Bairro             | 177,3 km                               | Pequena Montanha                       | Manuel Cardoso (CJR)                   |
| Dia de descanso | 13 de agosto | 7ª Etapa da Volta - Oliveira do Bairro | 7ª Etapa da Volta - Oliveira do Bairro | 7ª Etapa da Volta - Oliveira do Bairro | 7ª Etapa da Volta - Oliveira do Bairro |
| 6               | 14 de agosto | Sertã-Castelo Branco                   | 180 km                                 | Etapa Plana                            | Maxime Daniel (SOJ)                    |
| 7               | 15 de agosto | Termas de Monfortinho-Gouveia          | 176,3 km                               | Alta Montanha                          | Raúl Alarcón (LDD)                     |
| 8               | 16 de agosto | Oliveira do Hospital-Alto da Torre     | 166,3 km                               | Alta Montanha                          | Gustavo Veloso (OFM)                   |
| 9               | 17 de agosto | Sabugal-Guarda                         | 35,5 km                                | CRI                                    | Alejandro Marque (OFM)                 |
| 10              | 18 de agosto | Viseu-Viseu                            | 130 km                                 | Etapa Plana                            | Jacob Keough (UHC)                     |

## Resultados

### Líderes por etapa e evolução das camisolas
| Classificação     | Prólogo                      | Etapa 1                      | Etapa 2            | Etapa 3            | Etapa 4            | Etapa 5            | Etapa 6            | Etapa 7            | Etapa 8            | Etapa 9            | Etapa 10           |
| ----------------- | ---------------------------- | ---------------------------- | ------------------ | ------------------ | ------------------ | ------------------ | ------------------ | ------------------ | ------------------ | ------------------ | ------------------ |
| Vencedor da Etapa | Cycling Team De Rijke-Shanks | Alexander Serov              | Rui Sousa          | Délio Fernández    | Sergio Pardilla    | Manuel Cardoso     | Maxime Daniel      | Raúl Alarcón       | Gustavo Veloso     | Alejandro Marque   | Jacob Keough       |
| Geral Individual  | Christoph Pfingsten          | Christoph Pfingsten          | Marcel Wyss        | Marcel Wyss        | Sergio Pardilla    | Sergio Pardilla    | Sergio Pardilla    | Sergio Pardilla    | Rui Sousa          | Alejandro Marque   | Alejandro Marque   |
| Montanha          | n.a                          | Ronan Van Zandbeek           | Rui Sousa          | Hélder Oliveira    | Márcio Barbosa     | Márcio Barbosa     | Márcio Barbosa     | Márcio Barbosa     | Márcio Barbosa     | Márcio Barbosa     | Márcio Barbosa     |
| Pontos            | n.a                          | Alexander Serov              | Maxime Daniel      | Manuel Cardoso     | Rui Sousa          | Manuel Cardoso     | Manuel Cardoso     | Manuel Cardoso     | Edgar Pinto        | Rui Sousa          | Manuel Cardoso     |
| Juventude         | Sean de Bie                  | Fábio Silvestre              | Vladislav Gorbunov | Vladislav Gorbunov | Vladislav Gorbunov | Vladislav Gorbunov | Vladislav Gorbunov | Vladislav Gorbunov | Vladislav Gorbunov | Vladislav Gorbunov | Vladislav Gorbunov |
| Equipas           | Cycling Team De Rijke-Shanks | Cycling Team De Rijke-Shanks | Efapel-Glassdrive  | Efapel-Glassdrive  | Efapel-Glassdrive  | Efapel-Glassdrive  | Efapel-Glassdrive  | Efapel-Glassdrive  | Efapel-Glassdrive  | Efapel-Glassdrive  | Efapel-Glassdrive  |
| Classificação     | Prólogo                      | Etapa 1                      | Etapa 2            | Etapa 3            | Etapa 4            | Etapa 5            | Etapa 6            | Etapa 7            | Etapa 8            | Etapa 9            | Etapa 10           |

- Nota 3: A sigla m.t. na coluna do tempo significa mesmo tempo, ou seja, que o ciclista cuja indicação de tempo é m.t. cortou a meta ou está classificado no mesmo tempo do que o ciclista da frente.

### Prólogo
| Classificação da Etapa | Classificação da Etapa        | Classificação da Etapa |
| ---------------------- | ----------------------------- | ---------------------- |
| Pos                    | Equipa                        | Tempo                  |
| 1                      | Cycling Team De Rijke-Shanks  | 6m36s                  |
| 2                      | Leopard–Trek                  | a 2.26 segundos        |
| 3                      | Sojasun                       | a 3.14 segundos        |
| 4                      | Rusvelo                       | a 6.43 segundos        |
| 5                      | IAM Cycling                   | a 6.88 segundos        |
| 6                      | UnitedHealthcare              | a 7.51 segundos        |
| 7                      | MTN Qhubeka                   | a 7.64 segundos        |
| 8                      | Efapel-Glassdrive-Skoda       | a 11.18 segundos       |
| 9                      | LA Alumínios-Antarte          | a 11.51 segundos       |
| 10                     | Ceramica Flaminia – Fondriest | a 13.36 segundos       |

| Classificação Geral Individual | Classificação Geral Individual | Classificação Geral Individual | Classificação Geral Individual |
| ------------------------------ | ------------------------------ | ------------------------------ | ------------------------------ |
| Pos                            | Ciclista                       | Equipa                         | Tempo                          |
| 1                              | Christoph Pfingsten            | RIJ                            | 6m39s                          |
| 2                              | Bas Stamsnijder                | RIJ                            | m.t                            |
| 3                              | Kobus Hereijgers               | RIJ                            | m.t                            |
| 4                              | Sean de Bie                    | LET                            | a 2 segundos                   |
| 5                              | Fábio Silvestre                | LET                            | m.t                            |
| 6                              | Jesus Ezquerra                 | LET                            | m.t                            |
| 7                              | Yannick Talabardon             | SOJ                            | a 3 segundos                   |
| 8                              | Fabrice Jeandesboz             | SOJ                            | m.t.                           |
| 9                              | Jean-Lou Paiani                | SOJ                            | m.t.                           |
| 10                             | Sergey Klimov                  | RVL                            | a 8 segundos                   |